# Club of Broken Hearts
Club Of Broken Hearts è il terzo album del gruppo hard rock italiano Markonee.
È pubblicato dall'etichetta tedesca New Venture Music (RoboPhone per la versione in vinile), prodotto dalla Sonic Robots, da Roberto Priori e da Oderso Rubini. Pubblicato nel giugno del 2013, è stato registrato nel 2012 al Pri Studio, Bologna, da Roberto Priori. Il mastering e il missaggio sono stati curati dallo stesso Priori.

## Tracce
1. Native European
2. I Say No (To The V Words)
3. Club of Broken Hearts
4. Piper Sniper
5. Never Ever Loved Me
6. Snake Charmed
7. Angel, She Kept Me Alive
8. Big Blue Iceberg
9. Rock City
10. Shaken 'n' Stirred
11. It's 25, Beth!
12. J.E.S.U.S.

## Componenti
- Alessio Trapella - voce
- Stefano Peresson - chitarra solista, chitarra acustica 6/12 corde, banjo tenore, piano, tastiere
- Carlo Bevilacqua - chitarra
- Luigi Frati - basso - cori
- Ivano Zanotti - batteria